# ウィズ・もとまち
ウィズ・もとまちは、福島県福島市中心部にある公共複合施設である。

## 概要
2002年12月27日に施行された福島市男女共同参画推進条例に基づく拠点施設として、同年9月19日に仙台支店への統合のため営業を終了したみずほアセット信託銀行（旧安田信託銀行）福島支店跡の空きビルを借り上げ2003年に開館した。地上4階建てで延べ床面積は1,151平方メートル。2階から4階に福島市役所総務部の1課として福島市男女共生センターが入居しており、DVなど夫婦間の問題の相談や、男女共生に関する情報提供や図書の貸出、会合などへの会議室の貸し出しを行っている。その他福島市消費生活センターが2階に、市役所窓口業務の出先機関として福島市福島駅東口行政サービスセンターが1階に入居している。

## フロア
- 1階　福島市 福島駅東口行政サービスセンター
- 2階　福島市役所総務課男女共生センター・福島市消費生活センター
- 3階　ロビー、図書コーナー・小会議室（18名、52平方メートル）・中会議室（27名、71平方メートル）
- 4階　大会議室（57名、163平方メートル）

## 所在地
福島市本町2-6

## 交通アクセス
- 福島駅から徒歩4分
- 駐車場がないため、周辺の有料駐車場の利用が必要